# Seznam členů Národního shromáždění republiky Československé po volbách v roce 1929
Toto je seznam členů Národního shromáždění republiky Československé po volbách v roce 1929, kteří zasedali v tomto zákonodárném sboru Československa ve volebním období 1929-1935.

## Abecední seznam poslanců
Včetně poslanců, kteří nabyli mandát až dodatečně jako náhradníci (po rezignaci či úmrtí předchozího poslance). V závorce uvedena stranická příslušnost.

### A - H
- Josef Adámek (ČSL)
- Kurt Babel (KSČ)
- JUDr. František Bacher (BdL, resp. DAWG)
- Josef Barša (KSČ)
- Johann Baumgartl (DSAP)
- Štefan Bazala (ČSNS)
- Jaroslav Bečák (republ.)
- Ján Bečko (ČSSD)
- Rudolf Bechyně (ČSSD)
- Ferdinand Benda (ČSSD)
- Alois Beneš (živn.)
- PhDr. Edvard Beneš (ČSNS)
- Vojta Beneš (ČSSD)
- Rudolf Beran (republ.)
- Hugo Bergmann (ČSNS)
- Bedřich Bezděk (ČSL)
- František Bílek (KSČ)
- František Biňovec (ČSSD)
- Otomar Bistřický (republ.)
- Fanni Blatny (DSAP)
- Štefan Blažek (republ.)
- Emil Bobek (Něm. kř. soc.)
- Rudolf Böhm (BdL)
- Georg Böllmann (BdL)
- Jaroslav Bouška (ČSSD)
- Bohumír Bradáč (republ.)
- Dr. Ing. Vladislav Brdlík (republ.)
- Vilém Brodecký (ČSSD)
- Andrej Bródy (nezařazený, resp. AZS)
- Karel Brožík (ČSSD)
- MUDr. Jan Buzek (ČSSD, resp. Polská lid. str., pak nezařazený)
- JUDr. Ludwig Czech (DSAP)
- JUDr. Josef Černý (republ.)
- Augustin Čižek (ČSL)
- Marie Čižinská (KSČ)
- Antonín Čuřík (HSĽS, resp. Čs. str. kř.-soc.)
- JUDr. Ladislav Daněk (ČSL)
- Štefan Danihel (HSĽS)
- Josef David (ČSNS)
- Eugen de Witte (DSAP)
- JUDr. Ivan Dérer (ČSSD)
- Anton Dietl (DSAP)
- František Dlouhý (ČSSD)
- Ján Dobránsky (Zem. kř.-soc.)
- JUDr. Josef Dolanský (ČSL)
- Michal Dorič (republ.)
- Ing. Jan Dostálek (ČSL)
- Jan Dubický (republ.)
- Josef Dvořák (KSČ)
- Ernst Eckert (něm. živn.)
- Theodor Eisenhamr (nár. dem.)
- Mikuláš Fedor (Zem. kř.-soc.)
- Čeněk Fiala (ČSNS)
- PhDr. Emil Franke (ČSNS)
- Karl Fritscher (Něm. kř. soc.)
- JUDr. Gejza Fritz (HSĽS)
- Rudolf Gajda (HSĽS, resp. Liga)
- Josef Galovič (HSĽS)
- JUDr. Marek Gažík (HSĽS)
- Josef Geyer (DNSAP, pak SPV)
- Christof Gläsel (BdL)
- JUDr. Angelo Goldstein (ČSSD, resp. ŽS)
- Klement Gottwald (KSČ)
- Ignác Grebáč-Orlov (HSĽS)
- Johann Greif (Něm. kř. soc.)
- Ernst Grünzner (DSAP)
- Theodor Hackenberg (DSAP)
- Alfred Hadek (KSČ)
- Karl Haiblick (KSČ)
- PhDr. Antonín Hajn (nár. dem.)
- Otto Halke (BdL)
- Antonín Hampl (ČSSD)
- Dr. Georg Hanreich (DNP, resp. Sudetoněm. svaz venk., pak nezařazený)
- JUDr. Fritz Hassold (DNP, pak Klub deutsch-völkischer Abgeordneten)
- Alois Hatina (ČSNS)
- Jakub Haupt (republ.)
- Wilhelm Häusler (DSAP)
- Rudolf Heeger (DSAP)
- Franz Heller (BdL)
- Msgre. Andrej Hlinka (HSĽS)
- PhDr. František Hnídek (republ.)
- JUDr. František Hodáč (nár. dem.)
- dr.h.c. Franz Hodina (BdL)
- Anežka Hodinová-Spurná (KSČ)
- PhDr. Milan Hodža (republ.)
- Eduard Höhnel (KSČ)
- Karoly Hokky (Zem. kř.-soc.)
- JUDr. János Holota (MNS)
- Josef Honsl (republ.)
- František Horák (živn.)
- Otto Horpynka (DNP, pak Klub deutsch-völkischer Abgeordneten)
- Josef Hrubý (KSČ)
- Čeněk Hruška (KSČ)
- Igor Hrušovský (ČSNS)
- Josef Hudec (nár. dem., pak nezařazený, pak ČSSD)
- František Hummelhans (ČSSD)
- Julius Husnaj (ČSSD)
- Václav Hýbner (živn.)
- Jaroslav Hynek (ČSNS)

### CH - R
- Rudolf Chalupa (ČSSD)
- Josef Chalupník (ČSSD)
- Antonín Chloupek (republ.)
- Antonín Chmelík (Liga)
- Emanuel Chobot (ČSSD, resp. Pol. soc. dem.)
- JUDr. Milan Ivanka (nár. dem.)
- JUDr. Johann Jabloniczky (Zem. kř.-soc.)
- Wenzel Jaksch (DSAP)
- František Janalík (ČSL)
- Ján Janček (republ.)
- Rudolf Jaroš (ČSSD)
- Václav Jaša (ČSSD)
- Josef Jelinek (BdL, resp. DAWG, pak jen BdL)
- František Ježek (nár. dem.)
- Antonín Jiráček (živn.)
- Ing. Rudolf Jung (DNSAP, pak nezařazený)
- Josef Juran (KSČ)
- Marie Jurnečková-Vorlová (ČSSD)
- JUDr. Bruno Kafka (BdL, resp. DAWG, pak jen BdL)
- JUDr. Josef Kalaš (republ.)
- Juraj Kaliňák (republ.)
- Ing. Othmar Kallina (DNP, pak Klub deutsch-völkischer Abgeordneten)
- Antonín Kaňourek (ČSL)
- Rudolf Kasper (DNSAP, pak SPV)
- Franz Katz (DSAP)
- Franz Kaufmann (DSAP)
- JUDr. Josef Keibl (DNP, pak nezařazený)
- Emanuel Kejmar (živn.)
- Irene Kirpal (DSAP)
- Robert Klein (ČSSD)
- Augustin Kliment (KSČ)
- Josef Knejzlík (ČSNS)
- Hans Knirsch (DNSAP, pak nezařazený)
- Václav Knotek (ČSL)
- Josef Kočandrle (republ.)
- Anton Köhler (BdL)
- Richard Köhler (DNSAP, pak SPV)
- Václav Kopecký (KSČ)
- Václav Košek (ČSL)
- Jan Koudelka (ČSSD)
- JUDr. Karel Kramář (nár. dem.)
- Josef Kraus (ČSNS)
- Hans Krebs (DNSAP)
- Hermann Krehan (KSČ)
- Heinrich Kremser (DSAP)
- Josef Krosnář (KSČ)
- Hans Krumpe (Něm. kř. soc.)
- Adolf Křemen (republ.)
- František Kubač (KSČ)
- Jaroslav Kučera (ČSSD)
- Elvira Kuhnová (KSČ)
- Alois Kunz (Něm. kř. soc.)
- Ivan Kurťak (nezařazený, resp. AZS)
- JUDr. Ľudovít Labaj (HSĽS)
- Josef Lanc (ČSNS)
- František Langr (ČSNS)
- Dominik Leibl (DSAP)
- Ján Líška (živn.)
- PhDr. František Lukavský (nár. dem.)
- JUDr. Felix Luschka (Něm. kř. soc.)
- Josef Macek (ČSSD)
- Franz Macoun (DSAP)
- Msgr. Pavol Macháček (HSĽS)
- František Machník (republ.)
- Štefan Major (KSČ)
- Cyril Malý (ČSNS)
- Jan Malypetr (republ.)
- Ludvík Marek (republ.)
- JUDr. Josef Mareš (ČSSD)
- JUDr. Ivan Markovič (ČSSD)
- František Mašata (republ.)
- dr. Josef Matoušek (nár. dem.)
- Franz Matzner (DNP, pak Klub deutsch-völkischer Abgeordneten)
- JUDr. Robert Mayr-Harting (Něm. kř. soc.)
- JUDr. Karol Mederly (HSĽS)
- JUDr. Alfréd Meissner (ČSSD)
- JUDr. Martin Mičura (ČSL)
- Václav Mikuláš (ČSNS)
- Rudolf Mlčoch (živn.)
- František Mojto (HSĽS)
- Jaroslav Motyčka (ČSNS)
- JUDr. Karel Moudrý (ČSNS)
- Ján Mravec (nezařazený, pak ČSSD)
- Anna Mrskošová (republ.)
- Heinrich Müller (DSAP)
- Václav Myslivec (ČSL)
- Otakar Nájemník (Liga)
- Josef Václav Najman (živn.)
- Josef Náprstek (živn.)
- František Navrátil (ČSL)
- Ing. Jaromír Nečas (ČSSD)
- Dominik Nejezchleb-Marcha (republ.)
- Josef Netolický (ČSNS)
- František Neumeister (ČSSD)
- Andor Nitsch (Zem. kř.-soc., resp. Spiš. něm. str.)
- JUDr. František Nosek (ČSL)
- Josef Novák (ČSL)
- Ing. Ladislav Novák (nár. dem.)
- Josef Novotný (KSČ)
- František Nový (ČSSD)
- Fritz Oehlinger (Něm. kř. soc.)
- Josef Oliva (živn.)
- Štefan Onderčo (HSĽS)
- František Ostrý (živn.)
- JUDr. Josef Patejdl (ČSNS)
- Johann Patzak (DSAP)
- František Pecháček (KSČ)
- František Pechman (živn.)
- Ludmila Pechmanová-Klosová (ČSNS)
- Jan Pekárek (živn.)
- Jan Pelíšek (republ.)
- Jan Pelnář (živn.)
- Karel Pergler (Liga)
- PhDr. Gustav Peters (BdL, resp. DAWG, pak jen BdL)
- ThDr. Karl Petersilka (Něm. kř. soc.)
- Alois Petr (ČSL)
- František Petrovický (nár. dem.)
- Ján Petrovič (republ.)
- Luděk Pik (ČSSD)
- Johann Platzer (BdL)
- Adolf Pohl (DSAP)
- Jakub Polach (ČSSD)
- Vladimír Polívka (ČSNS)
- JUDr. Štefan Polyák (HSĽS)
- Václav Pozdílek (republ.)
- Johann Prause (něm. živn.)
- Bohuslav Procházka (ČSNS)
- Karel Procházka (KSČ)
- Jan Prokeš (ČSSD)
- Kiril Prokop (republ.)
- Adolf Prokůpek (republ.)
- JUDr. Mikuláš Pružinský (HSĽS)
- JUDr. Viktor Ravasz (HSĽS)
- Martin Rázus (nár. dem., pak nezařazený)
- Julius Reisz (ČSSD, resp. ŽS)
- Antonín Remeš (ČSSD)
- Ferdinand Richter (ČSNS)
- Andrej Rjevaj (KSČ)
- JUDr. Alfred Rosche (BdL, resp. DAWG, pak jen BdL)
- Anton Roscher (DSAP)
- Msgr. Alois Roudnický (ČSL)
- Fedor Ruppeldt (republ.)
- Emil Russ (KSČ)
- Jan Rýpar (ČSL)

### S - Z
- Václav Sedláček (ČSL)
- Nikolaj Sedorjak (KSČ)
- František Seidl (ČSSD)
- Anton Schäfer (DSAP)
- Georg Scharnagl (Něm. kř. soc.)
- PhDr. Ernst Schollich (DNP, pak Klub deutsch-völkischer Abgeordneten)
- Leo Schubert (DNSAP, pak nezařazený)
- Josef Schweichhart (DSAP)
- Hugo Simm (DNSAP, pak SPV)
- JUDr. Ludvík Singer (ČSSD, resp. ŽS)
- Jozef Sivák (HSĽS)
- Martin Skopal-Procházka (republ.)
- Václav Sladký (ČSNS)
- Jan Slavíček (ČSNS)
- JUDr. Juraj Slávik (republ.)
- Karol Śliwka (KSČ)
- Koloman Slušný (HSĽS)
- Petr Solfronk (ČSNS)
- PhDr. Franz Spina (BdL)
- Antonín Srba (ČSSD)
- MUDr. Otakar Srdínko (republ.)
- František Staněk (republ.)
- František Staněk (ČSSD)
- František Stanislav (ČSL)
- ThDr.Msgre Bohumil Stašek (ČSL)
- Gábriel Steiner (KSČ)
- Josef Stejskal (ČSNS)
- Alois Stenzl (něm. živn.)
- JUDr. Viktor Stern (KSČ)
- Josef Stivín (ČSSD)
- JUDr. Jaroslav Stránský (ČSNS)
- Jiří Stříbrný (Liga)
- Štefan Stunda (republ.)
- JUDr. Oldřich Suchý (republ.)
- Štefan Suroviak (HSĽS)
- František Světlík (ČSL)
- František Svoboda (ČSSD)
- Josef Svoboda (KSČ)
- Otakar Svoboda (ČSNS)
- József Szentiványi (MNS)
- JUDr. Géza Szüllő (Zem. kř.-soc.)
- Anton Šalát (HSĽS)
- Josef Šamalík (ČSL)
- Vasil Ščerecký (republ.)
- Jan Šeba (ČSNS)
- Jan Škvor (republ.)
- Milena Šmejcová (ČSNS)
- Jaromír Špaček (nár. dem.)
- Emil Špatný (ČSNS)
- ThDr.h.c. Jan Šrámek, Msgre. (ČSL)
- PhDr. Anton Štefánek (republ.)
- Josef Štětka (KSČ)
- Antonín Štourač (KSČ)
- Dr.h.c. Antonín Švehla (republ.)
- Siegfried Taub (DSAP)
- Rudolf Tayerle (ČSSD)
- Pavel Teplanský (republ.)
- ThDr. Jozef Tiso, Msgre. (HSĽS)
- František Tomášek (ČSSD)
- József Törköly (MNS)
- Pál Török (KSČ)
- Ing. Dr. František Toušek (nár. dem.)
- Alois Tučný (ČSNS)
- Jan Tůma (republ.)
- Josef Tůma (ČSNS)
- Ing. Dr. Marie Tumlířová (republ.)
- Josef Tykal (ČSNS)
- Alois Tyll (KSČ)
- František Udržal (republ.)
- Bohumil Vaculík (ČSL)
- František Vácha (ČSSD)
- Marie Valášková (KSČ)
- Jozef Vallo (KSČ)
- Ján Vančo (republ.)
- Josef Vaněk (ČSNS)
- Václav Vávra (živn.)
- Emanuel Vencl (republ.)
- Anna Vetterová-Bečvářová (nár. dem.)
- Josef Vičánek (ČSL)
- Franz Viereckl (BdL)
- JUDr. Karel Viškovský (republ.)
- Hans Wagner (BdL)
- Franz Windirsch (BdL)
- JUDr. Lev Winter (ČSSD)
- Ludwig Wokurek (BdL, resp. DAWG)
- JUDr. Josef Zadina (republ.)
- Jan Záhorský (ČSNS)
- Josef Zajíc (republ.)
- Erwin Zajiček (Něm. kř. soc.)
- Antonín Zápotocký (KSČ)
- Jaroslav Zářecký (republ.)
- Ján Zeman (republ.)
- Františka Zeminová (ČSNS)
- Wolfgang Zierhut (BdL)
- Ing. Jindřich Žilka (republ.)

## Abecední seznam senátorů
Včetně senátorů, kteří nabyli mandát až dodatečně jako náhradníci (po rezignaci či úmrtí předchozího poslance). V závorce uvedena stranická příslušnost.

### A - H
- Edmund Bačinský (republ.)
- Rudolf Bergman (nár. dem.)
- Antonín Berkovec (ČSNS)
- Franz Beutel (DSAP)
- Rudolf Böhm (Něm. kř. soc., resp. Zem. kř.-soc.)
- Josef Böhr (Něm. kř. soc.)
- Ján Botto (republ.)
- Jozef Buday (HSĽS)
- Endre Csehy (KSČ)
- Ilarion Curkanovič (nezařazený, pak nár. dem., resp. trudová str.)
- Felix Časný (ČSSD)
- Václav Černý (ČSNS)
- Ján Danko (republ.)
- Filip Dobrovolný (KSČ)
- Václav Donát (republ.)
- Jan Douda (KSČ)
- Josef Dresler (republ.)
- Vojtěch Dundr (ČSSD)
- Viktor Dyk (nár. dem.)
- Juraj Ďurčanský (HSĽS)
- Josef Eichhorn (něm. živn.)
- Vladimír Fáček (nár. dem.)
- Zoltán Farkas (ČSSD)
- Wenzel Feierfeil (Něm. kř. soc.)
- Štefan Fidlík (KSČ)
- Jan Filipinský (ČSSD)
- Ferdinand Foit (republ.)
- Kálmán Füssy (MNS)
- Josef Goth (DSAP)
- Géza Grosschmid (Něm. kř. soc., resp. Zem. kř.-soc.)
- Gustav Habrman (ČSSD)
- Rozálie Hajníková (KSČ)
- Josef Haken (KSČ)
- Anton Hancko (HSĽS)
- Otakar Havelka (republ.)
- Jáchym Havlena (ČSSD)
- Josef Havlín (nár. dem.)
- Pavel Havránek (ČSSD)
- Karl Heller (DSAP)
- Karl Hilgenreiner (Něm. kř. soc.)
- František Hlávka (KSČ)
- Arnold Holitscher (DSAP)
- Jaroslav Horák (živn.)
- Mořic Hruban (ČSL)
- Emanuel Hrubý (republ.)
- Josef Hubka (ČSNS)

### CH - R
- Anna Chlebounová (republ.)
- Franz Ikert (BdL)
- Ondrej Janček (HSĽS)
- Ján Janík (HSĽS)
- Anton Jarolim (DSAP)
- Franz Jesser (DNSAP)
- Jan Jílek (ČSL)
- Václav Johanis (ČSSD)
- Hans Jokl (DSAP)
- Anton Just (DSAP)
- Josef Kahler (BdL)
- Jan Kapras (nár. dem.)
- Josef Karas (ČSL)
- Betty Karpíšková (ČSSD)
- Eduard Kavan (ČSL)
- Ján Kello (KSČ)
- József Keresztury (Něm. kř. soc., resp. Zem. kř.-soc.)
- Bohuš Kianička (živn.)
- Bohuslav Kindl (KSČ)
- Václav Klofáč (ČSNS)
- Antonín Klouda (ČSNS)
- Franz Köhler (DNSAP)
- Julius Komrs (ČSNS)
- František Kopřiva (ČSL)
- Endre Korláth (MNS)
- Karl Kostka (DAWG)
- Jan Kotrba (živn.)
- Leopold Koubek (ČSL)
- Josef Koukal (ČSSD)
- Ján Kovalik (HSĽS)
- Karol Krčméry (HSĽS)
- Karl Kreibich (Něm. kř. soc., resp. Zem. kř.-soc.)
- František Václav Krejčí (ČSSD)
- Jan Jiří Krejčí (ČSL)
- Vladimír Krno (republ.)
- František Kroiher (republ.)
- Alois Kříž (ČSSD)
- Robert Langer (KSČ)
- Anton Lichtneckert (BdL)
- Andreas Lippert (BdL)
- Dominik Löw (DSAP)
- Ivan Lokota (KSČ)
- Josef Luksch (BdL)
- Karel Marušák (ČSNS)
- Wilhelm Medinger (Něm. kř. soc.)
- František Merta (ČSNS)
- István Mező (KSČ)
- Jan Měchura (republ.)
- Vítězslav Mikulíček (KSČ)
- Albert Milota (ČSNS)
- František Modráček (ČSSD)
- Gustav Navrátil (nár. dem.)
- František Nedvěd (KSČ)
- Jindřich Nentvich (ČSSD)
- Wilhelm Niessner (DSAP)
- Antonín Novák (ČSSD)
- František Novák (ČSL)
- František Novák (republ.)
- František Olejník (republ.)
- Franz Palme (DSAP)
- Rudolf Pánek (ČSNS)
- Josef Pastyřík (živn.)
- Artur Pavelka (ČSL)
- Josef Petřík (ČSSD)
- Jiří Pichl (ČSNS)
- Josef Pilz (KSČ)
- Cyrill Pivko (republ.)
- Františka Plamínková (ČSNS)
- Ján Pocisk (ČSSD)
- Johann Polach (DSAP)
- Ferdinand Raiman (ČSNS)
- Gejza Rehák (nár. dem.)
- Emil Reil (Něm. kř. soc.)
- Pavel Rejmon (republ.)
- František Reyl (ČSL)
- Josef Reyzl (DSAP)
- Karel Riedl (ČSNS)
- János Richter (MNS)
- Gašpar Rovňan (HSĽS)
- Jan Rozkošný (republ.)

### S - Z
- Karel Sáblík (republ.)
- Václav Sehnal (republ.)
- Josef Sechtr (republ.)
- Julius Sláma (živn.)
- František Soukup (ČSSD)
- Erdmann Spies (BdL)
- Franz Karl Stark (DSAP)
- Marie Stejskalová (KSČ)
- Kornel Stodola (republ.)
- Robert Stöhr (BdL)
- Friedrich Stolberg (Něm. kř. soc.)
- Petr Stránský (KSČ)
- Josef Stržil (republ.)
- Béla Szilassy (MNS)
- Barbara Schack (DSAP)
- Hieronymus Schlossnikel (DSAP)
- Adolf Scholz (BdL)
- Franz Scholz (Něm. kř. soc.)
- Karl Schwamberger (KSČ)
- František Šabata (ČSL)
- Antonín Šachl (ČSL)
- Adolf Šelmec (republ.)
- Eduard Šimek (nár. dem.)
- Josef Šimonek (republ.)
- Antonín Šolc (ČSNS)
- Vavro Šrobár (republ.)
- Ferdinand Šťastný (ČSNS)
- Josef Taschek (BdL)
- Ernst Teschner (DNSAP)
- Josef Thoř (živn.)
- Hans Tichý (něm. živn.)
- Emanuel Trčka (živn.)
- Jindřich Trnobranský (Liga)
- Johann Tschapek (něm. živn.)
- Alois Ušák (republ.)
- František Valoušek (ČSL)
- Čeněk Vaněček (ČSNS)
- Imre Varga (Spiš. něm. str.)
- František Veselý (ČSNS)
- Gabriel Volko (HSĽS)
- Vilém Votruba (nár. dem.)
- Josef Vraný (republ.)
- Marie Vydrová (KSČ)
- Leo Wenzel (DNSAP)
- Arnošt Winter (ČSSD)
- Zikmund Witt (ČSSD)
- František Zimák (ČSSD)
- Pavol Žiška (ČSL)

## Vysvětlivky zkratek a pojmů
- AZS: Autonomní zemědělský sojuz
- BdL: něm. agrárníci
- ČSL: Československá strana lidová
- ČSSD: čs. sociální demokraté
- ČSNS: čs. národní socialisté
- Čs. str. kř.-soc.: Československá strana křesťansko-sociální
- DAWG: Německé pracovní a volební společenství
- DNP: Německá nacionální strana
- DNSAP: Německá národně socialistická strana dělnická
- DSAP: něm. soc. dem.
- HSĽS: Hlinkova slovenská ľudová strana
- Klub deutsch-völkischer Abgeordneten[1]
- KSČ: Komunistická strana Československa
- Liga: Liga proti vázaným kandidátním listinám
- MNS: Maďarská národní strana
- Něm. kř. soc.: Německá křesťansko sociální strana lidová
- Něm. živn.: Německá živnostenská strana
- nezařazený: poslanec či senátor stojící mimo klub
- Polská lid. str.: Polská lidová strana[2]
- Pol. soc. dem.: Polská socialistická dělnická strana v Československu[2]
- republ.: Republikánská strana zemědělského a malorolnického lidu (agrárníci)
- SdP: Sudetoněmecká strana
- SPV: Sudetendeutsche parlamentarische Vereinigung[3]
- trudová str.: Karpatoruská strana práce malorolníků a bezzemků
- Zem. kř.-soc.: Zemská křesťansko-socialistická strana
- živn.: Československá živnostensko-obchodnická strana středostavovská
- ŽS: Židovská strana[4]

Poznámka: v seznamu členů parlamentu jsou hospitanti poslaneckého či senátorského klubu zahrnuti mezi členy příslušné parlamentní frakce.